# 米尔克 (电影)
是一部2008年由葛斯·范·桑导演的美国人物传记电影。电影基于美国政治家哈維·米爾克的真实故事改编，他是美国同性恋运动人士，也是美国公开同性恋身份参加政坛选举的第一人。电影在米爾克被刺杀后30周年的前一天2008年11月26日在美国上映。
《米尔克》电影获得多项奖项和提名，如金球奖、美国演员工会奖、奥斯卡金像奖等，最後男主角西恩·潘獲得他第二座奧斯卡最佳男主角獎，而編劇布莱克則嬴得奥斯卡最佳原创剧本奖。

## 剧情
电影《米尔克》以20世纪50年代至60年代时期警察在同性恋酒吧逮捕顾客为开头，之后镜头转到在1978年11月27日議長黛安·费恩斯坦宣布了哈維·米爾克和乔治·莫斯康尼遭到刺杀身亡。电影以米爾克录制他的遗言贯穿始终，这是在被刺杀的9天前录制的。然后电影闪回到1970年，米爾克在他40岁的生日夜晚，首次遇到了他的年轻爱人斯科特·史密斯（Scott Smith）。
由于对现实生活的不满，米爾克和他的爱人决定搬到旧金山，寄希望于在那里使他们的关系得到更多的认可。他们在尤里卡谷（Eureka Valley）卡斯楚街开了一家卡斯特罗照相机馆（Castro Camera），那裡本來是藍領階級社區，並逐漸發展成同志村。米爾克对于周围爱尔兰天主教的保守和压力而感到十分的沮丧，于是他动用自己的背景从商人成为了一位同性戀權利運動家，亦成为了來三藩市闖天下的同性戀少年克里夫·鍾斯（Cleve Jones）之良師益友。在起初，史密斯还是米爾克的選戰經理，可是因為米爾克越來越專注於政治活动，破坏了他与史密斯的关系，后来史密斯离开了他。之后米爾克认识了杰克·里拉（Jack Lira），就像史密斯一样对于米爾克对政治活动的投入无法忍受，后来上吊自杀。
在1973年和1975年两次竞选三藩市市監事委員會（San Francisco Board of Supervisors）以及在1976年的加州州众议员（California State Assembly）失败后，米爾克於1977年代表第五選區參與了三藩市市監事委員會的選舉，最後更赢得了議席。他的胜利使他成为美国历史上公开同性恋身份的参加政治选举的第一人。米爾克之后认识了同为議員的丹·怀特。怀特是越戰退伍軍人，在政治上和社交上都是思想保守的人，于是他与米爾克的关系不算太好，由于傳媒和同事的关注都投向了米爾克，于是在怀特的心里对他产生了怨恨。
就这样米爾克和怀特一直保持着复杂的关系。一次，米爾克被邀请去参加怀特孩子的受洗仪式，当时怀特希望米爾克支持他反對在自己選区建设精神病医院的主张，用来交换他支持对米爾克推出同性恋权利的法案。但是米爾克并没有支持怀特，怀特感到了米爾克背叛，并最终在同性恋权利法律中投下了唯一一张反对票。米爾克也努力去反對《6号提案》（Proposition 6），这是一个1978年11月在加利福尼亚州的全民投票，提案由約翰·布里格斯（John Briggs）發起，他是来自橙縣保守派州參議員，他的提案帶有同性戀歧視立場，禁止同性恋者在加利福尼亚州的公立学校工作。这同样也是一个全国性的保守运动，起始于安妮塔·布萊恩（Anita Bryant）和她的组织，目的在于废止当地同性恋的平等权利。在1978年11月7日，米爾克在竭尽全力反对《6号提案》並取得成功之后，他和支持者更加的团结起来。怀特支持了《6号提案》，投票後关注議員加薪，但得不到很大支持，并對市監事委員會提交自己的辞呈。可是不久他又改变了初衷，希望市长喬治·莫斯科尼同意讓他復職，在米爾克对市长的游说下，市长拒绝了他的请求。
1978年11月27日的早晨，为了避開金屬探測器以藏匿他身上携带的枪支，怀特通过地下室的窗户进入了三藩市市政廳。他要求和市长再见面，可是在被轻率的拒绝后。怀特勃然大怒，对市长和米爾克開槍。电影以成千人的米爾克和市长的支持者的烛光游行而告终。

## 演员
- 西恩·潘 饰演 哈維·米爾克
- 艾米爾·荷許 饰演 克里夫·鍾斯
- 詹姆斯·弗朗科 饰演 斯科特·史密斯
- 乔什·布洛林 饰演 丹·快特
- 维克托·加伯 饰演 市长 乔治·莫斯康尼
- 丹尼斯·奥哈尔（英语：Denis_O'Hare） 饰演 参议员 约翰·布里格斯
- 迭戈·鲁纳 饰演 杰克·里拉
- 艾希莉·坦堡 饰演 黛安·费恩斯坦
- 艾莉森·皮尔 饰演 安妮科·罗伦贝格
- 卢卡斯·格拉贝尔 饰演 丹尼尔·尼可莱塔（英语：Daniel Nicoletta）
- 史蒂芬·史賓尼拉 饰演 里克·斯托克斯

一些米爾克的支持者，如米爾克的演讲稿撰稿人、司机等都在电影扮演小角色。

## 制作
早在在1991年初，奥利弗·斯通就计划制作并非执导一部关于米爾克一生的电影； 他为电影写下了剧本，称为《卡斯特罗街的市长》。 在1992年7月，导演葛斯·范·桑签约了华纳兄弟公司，并请羅賓·威廉斯作为男主演执导一部传记片。 直到1993年4月，范·桑特在非议下离开了工作室。 在2007年4月，这部专辑电影的剧本由达斯汀·兰斯·布莱克创作，而与此同时，导演布莱恩·辛格正在制作电影《卡斯特罗街的市长》（The Mayor of Castro Street） 同年9月，西恩·潘和马特·戴蒙被邀请分别饰演米爾克和他的刺杀者丹·怀特。 戴蒙后来因为在9月的档期冲突无法参演影片。 到了11月，美国焦点电影公司把《米尔克》这部电影移交给葛斯·范·桑特来执导，而同时辛格的电影由于编剧罢工而陷入了僵局。 在2007年11月乔什·布洛林，艾米爾·荷許以及詹姆斯·弗兰科参加电影的演出，由乔什·布洛林代替戴蒙饰演丹·怀特。 2008年电影《米尔克》在旧金山正式开始拍摄。
电影制作人曾调查旧金山同性恋社區的歷史，将城市塑造成当时的那个年代。他们也重访了当地卡斯特罗街米爾克开的照相机馆，并把街布景成上个世纪70年代的样子。当初的照相机馆，如今已是一个礼品店，被电影制作人租下来几个月用来电影的拍摄。电影在卡斯特罗街的制作，同时也翻新了卡斯特罗剧场，它的外部重新经过了粉刷，并重新搭建了剧场前的篷子。电影的一些镜头也是在旧金山市政厅拍摄，然而米爾克被殺害的地方——怀特的办公室，也同样进行了翻修，因为如今的办公室变得十分现代。电影制作人同时也想通过重新设计怀特的办公室来展示一下战争纪念歌剧院。 电影于2008年3月杀青。

## 发行
在电影发行之前，美国焦点电影公司避开了秋季的电影节展，并限制媒体报道。《米尔克》在2008年10月28日在旧金山首映，然而由于电影的题材，使得美国焦点公司不得不面对电影的题材问题。电影公司想于当时的美国选举相脱离，尤其是加利福尼亚州的反对同性恋婚姻的8号提案，而相关的在电影中第6号提案同样也被提及。
众多观众和专家认识到这部高度赞扬的电影使得《8號提案》的通过后体现了更多有意义的价值和重要性，激起大多数的同性恋者和历史人物去努力反对相关措施。 活动家请求美国焦点电影公司从喜满客影城拿走他们的放映权，去抵制喜满客影城首席主管艾伦·斯托克（Alan Stock）捐赠$9,999支持《8号提案》的运动。
在美国，电影《米尔克》于2008年11月26日限映，并在接下来的周末扩大到其他影院同时上映。电影在在公映的周末挤进了票房的前十名，并在36家院线得到140万美元的票房。